# 二条厚基
二条 厚基（にじょう あつもと、1883年〈明治16年〉6月14日 - 1927年〈昭和2年〉9月11日）は、日本の政治家、華族。貴族院公爵議員。

## 経歴
公爵・二条基弘の二男として生まれる。学習院高等科、東京帝国大学で学ぶ。父の隠居に伴い、1920年（大正9年）6月30日、公爵を襲爵し貴族院公爵議員に就任した。当選後は無所属だったが、1922年（大正11年）9月27日、研究会に所属した。
1917年（大正6年）以降、神奈川県嘱託、平和記念東京博覧会審査官、歌御会始読師控などを務めた。
1927年（昭和2年）9月11日、議員在職中のまま死去。実子がいなかったため相続争いが起こったが、二条正麿の三男である弼基が養子となり襲爵した。墓所は二尊院。

## 栄典
勲章
- 歿後 - 勲四等瑞宝章[10]

位階
- 1907年（明治40年）7月10日 - 正五位[11]
- 1913年（大正2年）8月11日 - 従四位[12]
- 1926年（大正15年）2月15日 - 従三位[13]
- 歿後 - 正三位[10][14]

## 親族
- 母：二条洽子（あいこ、前田斉泰三女）[2]
- 妻：二条泰子（やすこ、島津長丸・治子夫妻の二女、のち離縁）[2]
- 養子：二条弼基（たねもと、二条正麿の三男）